# Albrecht van Mecklenburg
Albrecht van Mecklenburg (Mecklenburg, 1338 - aldaar, 1 april 1412) was koning van Zweden van 1364 tot 1389 en (als Albrecht III) hertog van Mecklenburg van 1384 tot aan 1412. In de periode 1384 tot aan zijn aftreden in 1389 waren Zweden en Mecklenburg verbonden in een personele unie.
Albrecht was de tweede zoon van Hertog Albrecht II van Mecklenburg-Schwerin en Euphemia Eriksdotter, een zuster van de Zweedse koning Magnus II. Albrecht was getrouwd met Richardis (dochter van Otto I van Schwerin) en Agnes (dochter van hertog Magnus II van Brunswijk). Uit zijn eerste huwelijk stammen de kinderen Erik I van Mecklenburg en dochter Richardis, gehuwd met Johan, hertog van Görlitz. Uit zijn tweede huwelijk komt zoon Albrecht IV van Mecklenburg-Schwerin voort.

## Voorgeschiedenis
De regering van Magnus II van Zweden werd gekenmerkt door zwak leiderschap. Enerzijds was de koning niet in staat buitenlandse inmengingen te weerstaan, anderzijds bruuskeerde hij de Noorse en Zweedse adel door buiten hen om beslissingen te nemen, waaronder die van de erfopvolging van de landen.
Toen hij belastingverhogingen invoerde ter compensatie van de uitgaven voor de aankoop van Skåneland kwam de Zweedse adel al in opstand en verlangde, dat zijn zoon Erik de Zweedse troon zou bestijgen; Erik overleed echter in 1359 als gevolg van de pest.
De daarop volgende jaren luidden het einde in van zijn regering. In 1360 veroverde de Deense koning Skåneland. Magnus was er alles aan gelegen dit gebied terug te winnen, maar slaagde daar niet in. Door deze overwinning groeide de macht van Denemarken over het Oostzeegebied, wat ook door de Duitse Hanzesteden met argusogen werd bekeken. Door Magnus’ zoon, Haakon VI van Noorwegen, kon de rust echter enigszins hersteld worden, maar toen in 1362 de verloving van Haakon met Elizabeth van Holstein werd verbroken (zij besloot hierop in het klooster te gaan) en de verloving met Margaretha van Denemarken bekend werd gemaakt kwam de Zweedse adel opnieuw in opstand tegen de koning, die hen vervolgens verbande.

## Koning van Zweden
In 1363 gingen de leden van de Zweedse adel, onder leiding van Bo Jonsson Grip, naar het hof van Mecklenburg om daar steun te krijgen in het afzetten van koning Magnus II. In november 1363 arriveerde Albrecht in Stockholm, waar hij met vreugde werd ontvangen, en in februari 1364 riep hij zichzelf uit tot koning van Zweden na te zijn verkozen. Deze verkiezing was omstreden, omdat iemand die in het buitenland was geboren geen aanspraak kon maken op de Zweedse troon.
Onder aanvoering van Albrecht en met hulp van Duitse hertogen en graven én de steun van de Duitse Hanzesteden vond de invasie plaats en op 18 februari 1364 werd Albrecht officieel op de Stenen van Mora tot koning van Zweden gekroond.
De periode die daarop volgde was er een van burgeroorlogen, waarbij de Magnus-aanhangers recht tegenover die van Albrecht kwamen te staan. In 1365 vond een confrontatie plaats tussen de troepen van de nieuw verkozen koning en de voormalige koning (Slag bij Enköping). Uiteindelijk werd Magnus II verslagen en gevangengenomen.
In 1371 vond opnieuw een opstand plaats onder leiding van Haakon, die met hulp van Deense en Zweedse bondgenoten erin slaagde op te dringen tot aan Stockholm en de stad te belegeren. Deze belegering was echter van korte duur, doordat Albrecht op zijn beurt Haakon kon terugdringen. Tussen beide strijdende partijen werd nu een vredesverdrag getekend, met de voorwaarde dat Magnus vrij zou kunnen vertrekken naar Noorwegen.

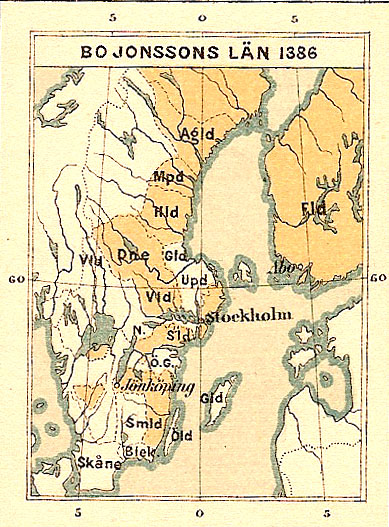
Bo Jonsson Grips bezit

Maar de Zweedse adel liet zich door deze vrede niet weerhouden, om Albrecht te dwingen een nieuwe eed af te leggen, waarin hij grote concessies moest maken aan de edelen betreffende zelfbestuur en eigendomsrecht van landerijen. Bo Jonsson Grip profiteerde hiervan en nam ongeveer 1500 boerenbedrijven in beslag, waardoor hij al snel de grootste landbezitter van Zweden werd. Een derde deel van het Zweedse gebied werd door hem gecontroleerd.
Albrecht behield de kroon nog 19 jaar, maar was niet populair, uitgezonderd in die plaatsen waar een sterke Duitse vertegenwoordiging zetelde (onder andere in Stockholm). Vooral onder de lagere standen in de provincies heerste grote onvrede over de gezagsdragers, die veelal Duits waren, en een streng gezag voerden. Toen in 1386 Bo Jonsson Grip overleed en Albrecht probeerde aanspraak te kunnen maken op de gebieden, waarmee hij tevens het eigendomsrecht van landerijen voor de Zweedse adel wilde beperken, verloor hij definitief het vertrouwen.
Uit angst voor verlies aan landerijen en rijkdom klopte de Zweedse adel aan bij Margaretha I van Denemarken om hulp te krijgen voor het afzetten en verdrijven van Albrecht. Margaretha stuurde hierop haar troepen en Albrecht werd in de Slag bij Åsle (in de buurt van Falköping) verslagen en gevangengenomen. Hij werd opgesloten in kasteel Lindholmen in Skåneland, waar hij zes jaar zou verblijven. Na vredesonderhandelingen in 1395 werd hij vrijgelaten op voorwaarde, dat hij ofwel Stockholm zou opgeven, dan wel grote geldsommen aan Margaretha zou betalen. Na drie jaar besloot Albrecht voor het eerste en verliet Stockholm met zijn Victualiënbroeders.
Op verzoek van Albrecht werd echter door de Duitse Orde Gotland veroverd, waardoor de Denen geen zeggenschap kregen over dit eiland. Pas in 1408, na aankoop door de Deense koning Erik VII, kwam het onder bestuur van de Denen.
Albrecht stierf in 1412 en werd begraven in het klooster van Doberan, Mecklenburg.

Erik VI · Olaf II · Anund Jacob · Emund · Stenkil · Erik VII · Erik VIII · Halsten · Haakon · Inge I · Sven · Erik Årsäll · Filips · Inge II · Ragnvald · Magnus · Sverker I · Erik IX · Karel VII · Knoet I · Sverker II · Erik X · Johan I · Erik XI · Knoet II · Waldemar I · Magnus I · Birger I · Magnus II · Albrecht · Margaretha · Erik XIII · Christoffel · Karel VIII · Christiaan I · Johan II · Christiaan II · Gustaaf I · Erik XIV · Johan III · Sigismund · Karel IX · Gustaaf II Adolf · Christina · Karel X Gustaaf · Karel XI · Karel XII · Ulrike Eleonora · Frederik · Adolf Frederik · Gustaaf III · Gustaaf IV Adolf · Karel XIII · Karel XIV Johan · Oscar I · Karel XV · Oscar II · Gustaaf V · Gustaaf VI Adolf · Carl Gustaf XVI
- Gemeinsame Normdatei: 118647725
- International Standard Name Identifier: 0000 0000 1213 4728
- KulturNav: 45073b61-4584-429a-8a31-de04553e4f17
- Library of Congress Control Number: no2002098018
- LIBRIS: 172880
- Virtual International Authority File: 50018970
- WorldCat: E39PBJwmW3XcvpYfmg3djwPfbd